# Agnieszka Lipiec-Wróblewska
Agnieszka Lipiec-Wróblewska (ur. 28 lutego 1966 w Warszawie) – polska reżyserka spektakli teatralnych, telewizyjnych i radiowych, scenarzystka i autorka filmów dokumentalnych.

## Życiorys
Absolwentka Wydziału Wiedzy o Teatrze (1990) oraz Wydziału Reżyserii Akademii Teatralnej w Warszawie (1994). W trakcie studiów asystowała przy spektaklach Jerzego Grzegorzewskiego (Wujaszek Wania, Cztery komedie równoległe) i Mariusza Trelińskiego (Lautreamont – Sny).
Od 1995 reżyseruje w Teatrze Telewizji Polskiej i Teatrze Polskiego Radia, również na podstawie własnych adaptacji tekstów nie dramatycznych.
Od roku 1997 reżyseruje w teatrach warszawskich, m.in. w Teatrze Studio, Teatrze Narodowym, Teatrze Ateneum, Teatrze Dramatycznym i Teatrze Polskim, a także w Teatrze Starym w Krakowie, Teatrze im. Wilama Horzycy w Toruniu i Teatrze Wybrzeże w Gdańsku.
W ostatnim czasie powstały jej filmu dokumentalne inspirowane muzyką Chopina: Antyle Chopina (2020) i Między nutami (2022).

## Spektakle teatralne
- Bilard petersburski, Fiodor Dostojewski - Teatr Studio, Warszawa, 1997 (adaptacja i reżyseria)
- Dekalog II i VIII, Krzysztof Kieślowski, Krzysztof Piesiewicz, Stary Teatr im. Heleny Modrzejewskiej, Kraków, 1999 (adaptacja i reżyseria)
- The Weir (Tama), Conor McPherson, Teatr Studio, Warszawa, 1999 (reżyseria)[1]
- Dawne Czasy, Harold Pinter, Teatr Narodowy, Warszawa, 2000 (reżyseria)
- Dublińska Kolęda, Conor McPherson, Teatr Studio, Warszawa, 2001
- Fantom, Ingmar Villqist, Narodowy Stary Teatr im. Heleny Modrzejewskiej, Kraków, 2001 (reżyseria)
- Dowód, David Auburn, Teatr Ateneum, Warszawa, 2002 (reżyseria)
- Wojna polsko-ruska pod flagą biało-czerwoną, Dorota Masłowska, Teatr Wybrzeże, Gdańsk, 2003 (adaptacja i reżyseria)
- Niebezpieczne związki, Christopher Hampton, Teatr Nowy, Warszawa, 2004 (adaptacja i reżyseria)
- Przypadek Prota, Brewer Gene, Scena Fundacji Starego Teatru, Kraków, 2005 (adaptacja i reżyseria)
- Rzeźnia, Sławomir Mrożek, Teatr Narodowy, Warszawa, 2005 (reżyseria)
- Rozkłady jazdy, czyli ostatnie przedstawienie sztuki Michaela Frayna "Chińczycy", Petr Zelenka, Teatr na Woli, Warszawa, 2006 (reżyseria)
- Krzywa wieża, Nadieżda Ptuszkina, Teatr na Woli, Warszawa, 2007 (reżyseria)
- Dzika kaczka, Henryk Ibsen, Teatr im. Wilama Horzycy, Toruń, 2009 (reżyseria)
- Czajka. Portrety miłości, Antoni Czechow, Teatr im. Juliusza Osterwy, Gorzów Wielkopolski, 2010 (reżyseria)
- Księżyc i magnolie, Ron Hutchinson, Teatr Scena STU, Kraków, 2012 (reżyseria)
- Nadia. Portret wielokrotny, Antoni Czechow, Teatr im. Wilama Horzycy, Toruń, 2012 (adaptacja i reżyseria)
- Obłomow - (anty)romans, Iwan Gonczarow, Teatr Syrena, Warszawa, 2013 (adaptacja i reżyseria)
- Wraki, Neil LaBute, Teatr WARSawy, Warszawa, 2013 (reżyseria)
- Wenus w futrze, David Ives, Teatr WARSawy, Warszawa, 2014 (reżyseria)
- Red, John Logan, Teatr Dramatyczny, Warszawa, 2014 (reżyseria)
- Niebezpieczna metoda, Christopher Hampton, Teatr Dramatyczny, Warszawa, 2015 (reżyseria)[2]
- Ten drugi dom, Sharr White, Teatr Dramatyczny, Warszawa, 2017 (reżyseria)[3]
- Dom lalki, Henrik Ibsen, Teatr Polski im. Arnolda Szyfmana, Warszawa, 2017 (reżyseria)[4][5]
- Nie ma, Mariusz Szczygieł, Teatr Żydowski, Warszawa, 2020 (reżyseria)[6]
- Córeczka, Tamara Duda, Instytut Teatralny, Warszawa, 2022 (adaptacja i reżyseria)

## Spektakle telewizyjne
- Moje pierwsze honorarium, Izaak Babel, 1994 (adaptacja i reżyseria)
- Strażniczka muzyki, Andre Ernotte, Eliot Tiber, 1995 (reżyseria)
- O dziewczynie, która podeptała chleb, H.C. Andersen, 1995 (adaptacja i reżyseria)
- Szczęśliwy książę, Oscar Wilde, 1996 (adaptacja i reżyseria)
- Mistrz, Krzysztof Rutkowski, 1998 (reżyseria)
- Portret wenecki, Gustaw Herling-Grudziński, 1999 (adaptacja i reżyseria)
- Numery, Olga Tokarczuk, 2000 (adaptacja i reżyseria)
- Tama, Conor McPerson, 2004 (reżyseria)[7]
- Ameryka Część Druga, Biljana Srbljanović; 2005 (reżyseria)
- Kryptonim Gracz, 2007 (scenariusz i reżyseria)
- Gry operacyjne, 2009 (scenariusz i reżyseria)
- Posprzątane, Sarah Ruhl, 2016 (reżyseria)
- Fryderyk, 2018 (scenariusz i reżyseria)
- Nie ma, Mariusz Szczygieł, 2020 (adaptacja i reżyseria)[8]
- Tamta twarz, Polly Stenham, 2021 (reżyseria)[9]
- Zegarek, Jerzy Szaniawski, 2023 (reżyseria)

## Filmy dokumentalne (wg własnego pomysłu i scenariusza)
- Antyle Chopina / Chopin. Caribbean Key, 2020[10]
- Między nutami / Beyond the Score, 2021
- Obecnie pracuje nad filmem o Tamarze Łempickiej (Tamara Bad Girl).
- Jako scenarzystka filmowa współpracowała z Andrzejem Wajdą przy filmie Katyń oraz z Krzysztofem Piesiewiczem przy projektach Piekło, Czyściec i trylogii Wiara, nadzieja, miłość.

## Najważniejsze nagrody
- 1999 – Ogólnopolski Konkurs na Wystawienie Polskiej Sztuki Współczesnej, nagroda aktorska dla Joanny Szczepkowskiej za rolę w spektaklu Portret wenecki
- 2001 – Grand Prix i Wielka Nagroda Publiczności za spektakl The Weir (Tama) Conor McPherson w Ogólnopolskim Przeglądzie TEATRÓW „KONTRAPUNKT” w Szczecinie.
- 2012 – Obłomow, Nagroda Polskiego Radia Don Kichot za debiut
- 2017 – Grand Prix Festiwalu Telewizji Polskiej za Posprzątane
- 2018 – Nagroda Międzynarodowego Stowarzyszenia Krytyków Teatralnych za Posprzątane
- 2020 – Nagroda ZASP dla Nie ma za najlepszą premierę online
- 2021 – Nagroda Dig IT za najlepszą premierę online dla Nie ma[11]
- 2021 – Chopin. Caribbean Key - Grand Prix Greenpoint Festival[12]
- 2021 – Chopin. Caribbean Key - nominacja do Prix Italia[13]
- 2022 – Tamta twarz, Polly Stenham w reż. Agnieszki Lipiec-Wróblewskiej wyróżnione przez krytyków pisma „Teatr” w kategorii Teatr Telewizji
- 2022 – Nagroda Międzynarodowego Stowarzyszenia Krytyków Teatralnych dla Romy Gąsiorowskiej z główną rolę w spektaklu Tamta twarz, Polly Stenham, w reż. Agnieszki Lipiec-Wróblewskiej